# 日荘
日荘（にっそう、1773年（安永2年9月） - 1830年6月28日（文政13年5月8日））は、大石寺第49世法主。玉川姓。

## 来歴
- 1773年（安永2年）9月、江戸にて誕生。
- 1781年（天明元年）、学頭日泰の室に入る。
- 1785年（天明5年）2月、日泰遷化につき日堅に随侍す。
- 1791年（寛政3年）、細草檀林に入檀。
- 1812年（文化9年）、細草檀林82代化主となる。
- 1812年（文化9年）8月、因幡日香寺住職。
- 1819年（文政2年）、31代学頭となる。
- 1820年（文政3年）8月、48世日量より法の付属を受ける。9月、座替式を行い49世日荘として登座。
- 1829年（文政12年）冬、年礼のため江戸に下向。
- 1830年（文政13年）5月8日、58歳で死去した。6月24日、日量が再び登座する。

| 先代 日量 | 大石寺住職一覧 | 次代 日誠 |